# Myrmarachne solitaria
Myrmarachne solitaria là một loài nhện trong họ Salticidae.
Loài này thuộc chi Myrmarachne. Myrmarachne solitaria được Elizabeth Maria Gifford Peckham & George William Peckham miêu tả năm 1903.